# A94 road
Die A94 road (englisch für ‚Straße A94‘) ist eine Straße in Schottland, die Perth mit Forfar verbindet. Sie gehört zu den bedeutendsten Fernverkehrsstraßen der Council Areas Perth and Kinross und Angus.

## Verlauf
Die A94 zweigt in Perth von der A93 in nordöstlicher Richtung ab. Jenseits von Scone bindet sie den Flughafen von Perth an das Fernstraßennetz an. Die Straße verläuft weiter in nordöstlicher Richtung und dreht, während sie Coupar Angus und Meigle passiert, sukzessive nach Osten. Südwestlich von Forfar unterquert die A94 die A90 und endet schließlich im Stadtzentrum von Forfar.
Die Straße führt durch dünn besiedelte Regionen des nordöstlichen Perth and Kinross und des westlichen Angus. Die einzigen größeren Städte auf ihrem Verlauf sind Perth und Coupar Angus in Perth and Kinross sowie Forfar in Angus.